# Emil von Boetticher
Emil Friedrich von Boetticher (* 1. Oktober 1836 in Riga; † 9. März 1907 ebenda) war ein Politiker, Bürgermeister und Staatsrat von Riga.

## Leben

### Herkunft und Familie
Emil Friedrich von Boetticher wurde als jüngster Sohn des Rigaer Kaufmanns und Gutsherren Carl von Boetticher (1782–1859) und seiner Frau Emilie, geb. Wippert (1794–1855) in Riga geboren. Er war der jüngere Bruder des Kunsthistorikers Friedrich von Boetticher. Zunächst besuchte er von 1847 bis 1853 die Privatlehranstalt des Pastors Albanus in Dünamünde und Engelhardtshof (Livland), wo er unterrichtet wurde. Dann wechselte er 1853 zum Abitur an die Hollandersche Privatlehranstalt in Birkenruh bei Wenden, das er auch ein Jahr später ablegte.
Emil von Boetticher war zweimal verheiratet, zunächst 1864 mit der Tochter von Albert Woldemar Hollander, Christine Hollander (1841–1871), aus deren Ehe drei Kinder hervorgingen. Nach dem frühen Tod seiner Frau heiratete er 1874 deren jüngere Schwester Johanna von Hollander (1844–1917).

### Werdegang
Von 1855 bis 1858 studierte er Rechtswissenschaften an der Kaiserlichen Universität Dorpat, bevor sich 1859 bis 1860 Studienaufenthalte in Heidelberg und Berlin, als auch Studienfahrten nach Frankreich, Italien und die Schweiz anschlossen. Zurück in Riga wurde er 1861 Praktikant („Auskulant“) beim Rat der Stadt und bekam 1864 eine Stelle als Schriftführer, ab 1865 dann als Assessor bei der Kriminaldeputation des Landvogteigerichts. 1868 wurde Emil von Boetticher Ratsherr der Stadt Riga. Zur gleichen Zeit wirkte er als Kirchenvorsteher mehrerer Kirchen des Patrimonialgebietes. Es folgte 1870 seine Berufung zum Präses der II. Sektion des Landvogteigerichts und 1872 zum Obervogt. Als Syndikus beriet er seit 1870 die Stadt in Rechtsangelegenheiten. Zusätzlich übertrug man ihm 1871 die Funktion des Inspekteurs der St.-Johannis-Kirche.
Nach Einführung der russischen Städteordnung 1878 erfolgte seine Wahl zum Stadtverordneten, bevor Emil von Boetticher 1881 Bürgermeister der Stadt Riga wurde. Als solcher war er auch Präses der Waisenhausadministration sowie der Verwaltung des Gas- und Wasserwerkes und setzte in den folgenden Jahren die Versorgung Rigas mit sauberem Trinkwasser durch. 1882 erfolgte die Amtsübernahme als Präses der Domkirchenadministration und ab 1883 zusätzlich Präses der Friedhofskommission und Administrator der Stadtbibliothek. Von 1885 bis 1906 erfolgten unter seiner Leitung die umfangreichen Sanierungsarbeiten am Dom zu Riga und seinem Kreuzgang. Nach Aufhebung der Ratsverfassung 1889 wurde Boetticher Stadtrat und Präses der Stadtgüterverwaltung und 1894 Stadthauptkollege. 1899 schließlich wurde er Deputierter der Stadt zum Livländischen Landtag und Staatsrat. 1906 übernahm er den Vorsitz des gerade gegründeten Geschlechtsverbandes der Familien von Boetticher.
Am 9. März 1907 verstarb Emil von Boetticher in Riga. Er ruht im Familiengrab auf dem Domfriedhof von Riga.

## Ehrung
Die Domadministration ehrte Emil von Boetticher mit der Errichtung einer Gedächtnistafel, die an der rechten Altarchormauer des Doms von Riga angebracht wurde und die noch heute an seine Verdienste um die Restaurierung des Kirchenhauses erinnert.

## Werke
- N. Carlberg (Hrsg.): Der Stadt Riga Verwaltung und Haushalt in den Jahren 1878–1900. In Veranlassung des 700jährigen Bestehens Rigas unter Mitwirkung v. A. V. Berkholz, A. Blumenbach, Emil v. Boetticher u. a. Müllersche Buchdruckerei, Riga 1901.
- Der Ratsherr Heinrich Carl Johann von Boetticher und seine Familie. In: Nachrichten über die Familie von Boetticher, Kurländische Linie. II. Jahrgang 1892, Druck von E. M. Monse, Bautzen 1892.